# Comarca de Iguatemi
A Comarca de Iguatemi é uma comarca brasileira localizada no estado de Mato Grosso do Sul, a 450 quilômetros da capital.
Sendo uma comarca de primeira entrância, tem uma superfície total de 4731,9 km², o que totaliza aproximadamente 1,5% da superfície total do estado. A povoação total da comarca é de 25,1 mil habitantes, aproximadamente 1% do total da povoação estadual, e a densidade de povoação é de 5,3 habitantes por km².
A comarca inclui os municípios de Iguatemi e Tacuru. Limita-se com as comarcas de Mundo Novo, Eldorado, Itaquiraí, Naviraí, Caarapó e Amambai.
Economicamente possui PIB de R$ 322 960 000,00 e PIB per capita de R$ 12 865,90